# Mary Margaret Heaton
Mary Margaret Heaton (geb. Keymer, * 15. Mai 1836; † 1. Juni 1883) schrieb 1870 die erste Biographie Albrecht Dürers in englischer Sprache. Sie gilt als eine der besten Kunsthistorikerinnen des 19. Jahrhunderts.

## Leben
Mary Margaret Heaton wurde als Mary Margaret Keymer geboren; einer ihrer Brüder war John Keymer. Ihr Vater, James Keymer, war Seidendrucker, ein Onkel mütterlicherseits war Samuel Laman Blanchard. Dieser starb, als Mary Margaret Keymer noch ein Kind war. Im Jahr 1862 heiratete sie Charles William Heaton. Joseph Cundall ermunterte sie zu schreiben. 1862 erschienen Kinderverse, 1868 The Great Works of Sir David Wilkie, 1869 Masterpieces of Flemish Art und 1870 zum 400. Geburtstag des Künstlers die History of the Life of Albrecht Dürer. Für dieses Buch stellte sie Übersetzungen aller damals bekannten Arbeiten über Dürer zusammen. William Bell Scott profitierte wenig später bei seiner Dürerbiographie von diesen Vorarbeiten, die Mary Margaret Heaton geleistet hatte, und griff sie gleichzeitig mit heftiger Kritik ihres Buches an. 1873 veröffentlichte sie A Concise History of Painting; ein Jahr später zusammen mit Charles Christopher Black Leonardo da Vinci and his Works.
Ab 1869 war Mary Margaret Heaton außerdem ständige Mitarbeiterin der Kunstzeitschrift The Academy; 1875 übersetzte sie Julius Meyers Correggiobiographie ins Englische und 1879 brachte sie eine Neuausgabe der Lives of the Most Eminent British Painters von Allan Cunningham heraus. Für die letzte Ausgabe von Bryans's Biographical and Critical Dictionary of Painters and Engravers schrieb sie die Einleitungen.
Mary Margaret Heaton starb nach längerer Krankheit.